# Aptering
Aptering betyder i skogsbruket, virkestillredning, kapning av en stam till stockar som maximerar det ekonomiska utbytet av trädet. Det är var apteringen sker, direkt i skogen eller först vid vägkanten eller industrin, som är den stora skillnaden mellan den nordiska kortvirkesmetoden och den typ av helstamsskogsbruk som bedrivs i Nordamerika.

## Svenska förhållanden
I Sverige apteras massaved ofta i fallande längder, medan sågtimmer apteras i tredecimetersmoduler (möjlig stocklängd cirka tre till fem meter). Vid motormanuell avverkning använder skogsarbetaren ett måttband och sin erfarenhet/kunskap för att utföra apteringen. Vid avverkning med skördare mäter aggregatet kontinuerligt stammens diameter under kvistningen, och en dator, uppdaterad med färska timmerprislistor, räknar ut hur stammen ska apteras. 
Rent generellt gäller att apteringen är avgörande för det ekonomiska utbytet av en slutavverkning.